# Os Normais
Nota: Se procura o filme de mesmo nome, consulte Os Normais: O Filme.
Os Normais é uma série de televisão brasileira, produzida pela TV Globo e exibida de 1 de junho de 2001 a 3 de outubro de 2003 nas noites de sexta-feira, em 71 episódios. Criada e escrita por Fernanda Young e Alexandre Machado, com direção geral de José Alvarenga Júnior e núcleo de Guel Arraes. Durante maio e junho de 2002, foi exibido às quartas-feiras, mas logo retornou ao seu dia original. A série segue os noivos Vani (Fernanda Torres) e Rui (Luiz Fernando Guimarães), que, apesar de passarem a maior parte do tempo juntos no mesmo apartamento, vivem em lares separados no Rio de Janeiro onde passam por situações inusitadas em cada episódio. 
Em 2003 foi exibido nos cinemas o longa-metragem, e a continuação estreou no dia 28 de agosto de 2009. Do dia 6 de novembro de 2013 até 1 de agosto de 2018, a série foi reprisada pelo Viva. Foi reprisada pela segunda vez no mesmo canal desde o dia 5 de junho a 12 de agosto de 2021, em 12 episódios semanais, selecionados pela direção da emissora, como forma de comemoração aos 20 anos da série. Está sendo reprisada pela terceira vez, agora no canal GNT, desde 7 de agosto de 2023 nas manhãs da emissora.

## Enredo
Rui (Luiz Fernando Guimarães) é um carioca sossegado e alto astral que torce pelo Botafogo e trabalha no departamento de marketing de uma empresa. Sua noiva é a Vanilce, mais conhecida como Vani (Fernanda Torres), uma vendedora de loja de roupas neurótica e atrapalhada. Os dois lidam com a vida inusitada, frequentemente mexendo com a metalinguagem e quebrando a quarta parede, falando direto com o espectador e pedindo a aparição de "miniflashbacks". A última cena era sempre uma improvisação entre Torres e Guimarães.
Em 2003, durante a terceira e última temporada, o seriado apresentou dois novos personagens, o músico Bernardo (Selton Mello) e a professora Maristela (Graziella Moretto). O programa acabou naquele ano por opção própria dos roteiristas, que acharam que o formato tinha se esgotado.

## Elenco

### Principal
| Ator                    | Personagem                    | Temporadas | Temporadas | Temporadas |  |
| Ator                    | Personagem                    | 1ª 2001    | 2ª 2002    | 3ª 2003    |  |
| ----------------------- | ----------------------------- | ---------- | ---------- | ---------- |  |
| Fernanda Torres         | Vanilce Alencar (Vani)        |            |            |            |  |
| Luiz Fernando Guimarães | Rui Muniz dos Santos Oliveira |            |            |            |  |
| Selton Mello            | Bernardo Guedes               |            |            |            |  |
| Graziella Moretto       | Maristela Barbosa             |            |            |            |  |

### Recorrente
| Ator                 | Personagem | Temporadas | Temporadas | Temporadas |
| Ator                 | Personagem | 1ª 2001    | 2ª 2002    | 3ª 2003    |
| -------------------- | ---------- | ---------- | ---------- | ---------- |
| Diogo Vilela         | Aldo       |            |            |            |
| Maria Luísa Mendonça | Samla      |            |            |            |
| Marco Ricca          | Rick       |            |            |            |

## Episódios
| Temporada | Temporada | Episódios | Estreia da temporada | Final da temporada     |
| --------- | --------- | --------- | -------------------- | ---------------------- |
|           | 1         | 26        | 1 de junho de 2001   | 21 de dezembro de 2001 |
|           | 2         | 28        | 5 de abril de 2002   | 20 de dezembro de 2002 |
|           | 3         | 17        | 11 de abril de 2003  | 3 de outubro de 2003   |

## Prêmios
A série ganhou vários prêmios, entre eles, o Troféu Imprensa de Melhor Programa Humorístico de 2002 e os prêmios de melhor humorístico no ano de 2001 e 2002 pelo Gran Premio de TV Latina.

## Outras mídias

### Filmes
- Os Normais - O Filme (2003)
- Os Normais 2 - A Noite mais Maluca de Todas (2009)

### Lançamento em DVD
A série já conta com quatro compilações lançadas, sendo a última delas: "Os Normais: As Gargalhadas que Faltavam", lançado em 31 de outubro de 2006. Ao todo os DVDs formam todos os 71 episódios da série.
Os Normais: 6 Episódios Hilariantes
1. "Todos São Normais"
2. "Normas Do Clube"
3. "Um Dia Normal"
4. "Implicância É Normal"
5. "Fazer As Pazes É Normal"
6. "Complicar É Normal"
7. "Bônus - Depoimentos dos Atores/ Entrevista de Fernanda Torres e Luíz Fernando Guimarães no "Programa do Jô"/ Erros De Gravação/ Cenas Inéditas."

Os Normais: Sem Cortes – 6 episódios
1. "Um Sábado Normal"
2. "Cair Na Rotina É Normal"
3. "Dar Um Tempo É Normal"
4. "Um Pouco de Azar É Normal"
5. "Uma Amizade Normal"
6. "É Nojento Mas É Normal"
7. "Bônus - Chamadas Do Programa/ Erros De gravação."

Os Normais: Última Temporada – 13 Episódios
Disco 1
1. "A Volta dos Que Não Foram"
2. "É Uma Questão de Química, Entende?"
3. "Sexo, Só Na Semana Que vem"
4. "Casal Que Vive Brigando Não Tem Crise"
5. "As Taras Que O Tarado Tara"
6. "O Dia Que Vani Pirou"
7. "Ter Respeito É Trair Direito"

Disco 2
1. "Nosso Já Famoso Episódio Infame"
2. "Sonhos De Uma Noite De Serão"
3. "Querer é Poder"
4. "O Grande Segredo De Rui e Vani"
5. "As Outras Vidas De Rui"
6. "A Vingança Da CDF"

Os Normais: As Gargalhadas que Faltavam – 6 DVDs
1ª Temporada
Disco 1
1. "Brigar é normal"
2. "Trair é normal"
3. "Faça seu pedido"
4. "Mal-entendido é normal"
5. "Sair com os amigos é normal"
6. "Ler é normal"
7. "Surpresas são normais"
8. "Estresse é normal"

Disco 2
1. "Mentir é normal"
2. "Desconfiar é normal"
3. "Um pouco de cultura é normal"
4. "Grilar é normal"
5. "Tentações são normais"
6. "Desesperar é normal"
7. "De volta ao normal"
8. "Seguir tradição é normal"

2ª Temporada
Disco 1
1. "Tudo normal como antes"
2. "O tipo de coisa normal"
3. "Uma tarde de sábado normal"
4. "Enlouquecer domingo é normal"
5. "Confusões são normais"
6. "Ter filhos é normal"
7. "Viajar é normal"
8. "Mais do que normal"

Disco 2
1. "Desconfianças normais"
2. "Um machismo normal"
3. "Umas loucuras normais"
4. "Um programinha normal"
5. "Ser mau é normal"
6. "Parece indecente mas é normal"
7. "O normal a ser feito"
8. "Horrivelmente normal"
9. "Acima do normal"

Disco 3
1. "Sensações normais"
2. "Tudo normal até que"
3. "Acordando normalmente"
4. "Divertimento normal é sadio"
5. "Uma experiência normal"
6. "Questionamentos normais"
7. "Gente normal e civilizada"
8. "Motivos normais"
9. "Especialmente normal"

3ª Temporada
Disco 1
1. "Os estranhos lugares comuns"
2. "O magnífico antepenúltimo"
3. "Até que enfim profundos"
4. "Terminar é normal"
5. "Bônus - Os normais em 2045 - Especial"